# Oldenbourg danois
Pour les articles homonymes, voir Oldenbourg.
L’Oldenbourg danois (danois : Dansk oldenborg) est une race de chevaux de selle et de sport, au type carrossier. 

## Histoire
L'élevage de l'Oldenbourg au Danemark remonte à la fin du XIXe siècle. Bonnie lou Hendricks (université de l'Oklahoma) et CAB international justifient la distinction effectuée entre l'Oldenbourg danois et l'Oldenbourg allemand par le fait que le danois montre moins l'influence d'autres races,. En effet, l'Oldenbourg danois descend de chevaux allemands exportés vers ce pays avant que la souche allemande ne soit croisée avec de nombreuses autres races, soit au début du XXe siècle ; d'après Hendricks, « le Danemark est le seul pays où il est possible de trouver l'Oldenbourg original ».
Durant les années 1990, cette race bénéficie des efforts de l′International Heavy Warmblood Registry pour sauvegarder les chevaux carrossiers de type warmblood lourd.

## Description
Le Guide Delachaux donne une taille moyenne de 1,60 m à 1,70 m, alors que Bonnie lou Hendricks  et CAB international citent 1,62 m en moyenne,.
C'est un cheval de sport typique, au modèle warmblood. Il est très proche de l'alt-Oldenbourg. Le modèle est à la fois massif, harmonieux et athlétique.  

### Robe
La robe est généralement baie, bai-brun ou noire, plus rarement alezane ou grise.

### Sélection
Le croisement avec le Pur-sang est autorisé, à condition de ne pas dépasser 50 % d'origines Pur-sang. L'objectif d'élevage vise à la fois à préserver la race et à faire naître des chevaux de sport performants par croisement avec le Pur-sang. De ce fait, il existe deux types chez cette race : le renavlet, qui est le plus proche de l'Oldenbourg carrossier original, et le foraedlet, issu de croisements avec le Pur-sang.
Le tempérament est décrit comme volontaire et maniable.

## Utilisations
La race est destinée aux sports équestres, et participe à des compétitions de saut d'obstacles et de dressage. Il est aussi élevé comme cheval carrossier destiné à l'attelage.

## Diffusion de l'élevage
L'Oldenbourg est considéré comme une race rare au Danemark,. En 1998, les effectifs sont situés entre 100 et 1 000 têtes. L'association nationale de la race compte environ 450 membres au début du XXIe siècle.